# Iveta Putalová
Iveta Putalová (Bratislava, 24 marzo 1988) è una velocista slovacca, specializzata nei 400 metri piani.
Nel 2015, a Baku, vince la medaglia d'argento ai Giochi europei.

## Palmarès
| Anno | Manifestazione  | Sede           | Evento        | Risultato  | Prestazione | Note                                     |
| ---- | --------------- | -------------- | ------------- | ---------- | ----------- | ---------------------------------------- |
| 2014 | Europei         | Zurigo         | 400 m piani   | Batteria   | 53"25       | Miglior prestazione personale            |
| 2014 | Europei         | Zurigo         | 4×400 m       | Batteria   | 3'39"55     |                                          |
| 2015 | Europei indoor  | Praga          | 400 m piani   | 4ª         | 53"00       | Record nazionale                         |
| 2015 | Universiadi     | Gwangju        | 400 m piani   | 5ª         | 52"18       | Miglior prestazione personale            |
| 2015 | Universiadi     | Gwangju        | 4×100 m       | 5ª         | 46"01       |                                          |
| 2015 | Mondiali        | Pechino        | 400 m piani   | Batteria   | 52"52       |                                          |
| 2016 | Mondiali indoor | Portland       | 400 m piani   | 6ª         | 54"39       |                                          |
| 2016 | Europei         | Amsterdam      | 400 m piani   | Semifinale | 54"04       |                                          |
| 2016 | Europei         | Amsterdam      | 4×400 m       | Batteria   | 3'31"66     |                                          |
| 2016 | Giochi olimpici | Rio de Janeiro | 400 m piani   | Batteria   | 52"82       |                                          |
| 2017 | Europei indoor  | Belgrado       | 400 m piani   | Semifinale | 53"14       |                                          |
| 2018 | Mondiali indoor | Birmingham     | 400 m piani   | Semifinale | 53"46       |                                          |
| 2018 | Europei         | Berlino        | 400 m piani   | Batteria   | 53"21       |                                          |
| 2018 | Europei         | Berlino        | 4×400 m       | 8ª         | 3'32"22     |                                          |
| 2019 | Europei indoor  | Glasgow        | 400 m piani   | Batteria   | 54"19       |                                          |
| 2021 | Europei indoor  | Toruń          | 400 m piani   | Batteria   | 53"69       | Miglior prestazione personale stagionale |
| 2021 | World Relays    | Chorzów        | 4×400 m mista | Batteria   | 3'19"66     |                                          |